# Cnephia arborescens
Cnephia arborescens är en tvåvingeart som beskrevs av Rubtsov 1971. Cnephia arborescens ingår i släktet Cnephia och familjen knott. Inga underarter finns listade i Catalogue of Life.